# Harunobu (krater)
Harunobu är en nedslagskrater på planeten Merkurius, med en diameter på ungefär 107 kilometer.
1976 uppkallades kratern efter konstnären Suzuki Harunobu.